# Taman Agung (Kalianda)
Taman Agung is een bestuurslaag in het regentschap Lampung Selatan van de provincie Lampung, Indonesië. Taman Agung telt 3101 inwoners (volkstelling 2010).